# Guillermo Meneses
Guillermo Meneses (Caracas, 15 de diciembre de 1911 – Porlamar, 29 de diciembre de 1978) fue un escritor, periodista, político y diplomático venezolano. Es reconocido como una de las figuras clave de la narrativa moderna en Venezuela, especialmente por relatos como La balandra Isabel llegó esta tarde y La mano junto al muro.

## Biografía
Meneses obtuvo el título de doctor en Ciencias Políticas en la Universidad Central de Venezuela. Ejerció diversas funciones públicas, entre ellas las de procurador del estado Miranda y juez. Durante la dictadura del general Marcos Pérez Jiménez, fue designado secretario de la embajada de Venezuela en París y Bruselas.
Paralelamente, desarrolló una intensa actividad como periodista y ensayista, que le permitió expresar su pensamiento crítico sobre la realidad política del país. Fue fundador y colaborador de varias publicaciones, entre ellas la revista Cubagua (1938), creada junto a Juan Liscano. También escribió para medios como Élite, Sábado (Colombia), El Nacional, El Universal y fue director de la revista CaL. En 1965 fue nombrado Cronista de Caracas.
Tras el derrocamiento de Pérez Jiménez, regresó al país y se reincorporó al periodismo en El Nacional. Su columna en la revista Pava Macha provocó una confrontación con el entonces ministro de Relaciones Interiores, Carlos Andrés Pérez, quien lo citó por considerar irrespetuosa su crítica a la figura presidencial.
En 1944 contrajo matrimonio con la periodista Sofía Ímber. Durante su estancia en Europa como diplomático, la pareja estableció vínculos con el grupo de intelectuales y artistas venezolanos conocidos como Los Disidentes, entre ellos el pintor y escultor Alejandro Otero.

## Trayectoria literaria
Meneses destacó principalmente como cuentista, siendo considerado uno de los renovadores de la narrativa venezolana del siglo XX. Su obra recibió varios reconocimientos, entre ellos el Premio de Teatro de Caracas (1943) por El marido de Nieves Márquez; el Premio Arístides Rojas (1952) por El falso cuaderno de Narciso Espejo, publicada un año más tarde por la editorial Nueva Cádiz; el Premio Municipal de Prosa (1963) por La misa de arlequín; y el Premio Nacional de Literatura (1967), en reconocimiento a su trayectoria literaria.
Su relato La balandra Isabel llegó esta tarde fue adaptado al cine en 1950, bajo la dirección de Carlos Hugo Christensen, con guion del propio Christensen y de Aquiles Nazoa. También fue llevado a la televisión, al igual que su cuento Campeones, adaptado por RCTV.

## Legado
Sobre su obra, el crítico Javier Lasarte señala en el prólogo de Diez cuentos (Monte Ávila Editores, 1999) que Meneses «no solo renovó la narrativa venezolana desde el punto de vista del estilo, sino que también propuso nuevos mundos temáticos y enfoques inusuales en la literatura nativa de su tiempo». Por su parte, la Biblioteca Ayacucho lo describe como un «poseedor de notables recursos; sus cuentos y novelas, de un recio y penetrante estilo, constituyen obras maestras del género».

## Obra
Relato
- La balandra Isabel llegó esta tarde. Editorial Élite. Caracas. 1934

- 3 cuentos venezolanos. (Adolescencia, Borrachera, Luna) Editorial Élite. Caracas 1938
- La mujer, el as de oro y la luna (6 cuentos y 2 shetches) Tipografía Vargas. Caracas. 1948
- La mano junto al muro. (Ilustraciones fotográficas de Alfredo Boulton) Fequet et Baudier. París. 1952
- Cable cifrado: ejercicio narrativo. Cuadernos literarios de la Asociación de Escritores Venezolanos. Caracas. 1961

Novela
- Canción de negros. Editorial La Nación. Caracas. 1934
- Campeones. Editorial Élite. Caracas. 1939
- El mestizo José Vargas. Editorial Élite.Caracas. 1942
- El falso cuaderno de Narciso Espejo. Editorial Nueva Cádiz. Caracas. 1952
- La misa de Arlequín. Ateneo de Caracas. Caracas. 1962

Teatro
- El marido de Nieves Mármol. Editorial Élite. Caracas. 1944

Ensayo
- El cuento en Venezuela. Hotel Tamanaco de Caracas. Caracas. 1960
- Espejos y disfraces. Cuatro textos sobre arte y literatura. Editorial Arte. Caracas. 1967
- Caracas en la novela venezolana. Fundación Eugenio Mendoza. Caracas. 1967

Crónica
- Libro de Caracas. Concejo Municipal del Distrito Federal. Caracas. 1967

Antología
- Diez Cuentos (Antología) Monte Ávila Editores. Caracas. 1968
- Espejos y disfraces. Biblioteca Ayacucho. Caracas. 1981
- Obras completas. Ediciones La Casa de Bello. Caracas. 1995